# Liste Swadesh du hongrois
Liste Swadesh de 207 mots en français et en hongrois.

## Présentation
Développée par le linguiste Morris Swadesh comme outil d'étude de l'évolution des langues, elle correspond à un vocabulaire de base censé se retrouver dans toutes les langues. Il en existe diverses versions, notamment :
- une version complète de 207 mots, dont certains ne se retrouvent pas dans tous les environnements (elle contient par exemple serpent et neige),
- une version réduite de 100 mots.

Il ne faut pas considérer cette liste de mots comme un lexique élémentaire permettant de communiquer avec les locuteurs de la langue considérée. Son seul but est de fournir une ouverture sur la langue, en en présentant des bases lexicales et si possible phonétiques.

## Liste
| N°  | Français                                               | Hongrois Magyar |
| --- | ------------------------------------------------------ | --- |
| 1   | je, moi                                                | én |
| 2   | tu, toi vous (vouvoiement, singulier)                  | te, maga, ön |
| 3   | il, lui / elle                                         | ő |
| 4   | nous                                                   | mi |
| 5   | vous (tutoiement, pluriel) vous (vouvoiement, pluriel) | ti maguk, önök |
| 6   | ils, eux / elles                                       | ők |
| 7   | ce(t) …(-ci), cette …(-ci), celui-ci, celle-ci, ceci   | ez |
| 8   | ce(t) …-là, cette …-là, celui-là, celle-là, cela       | az |
| 9   | ici                                                    | itt (sans idée de déplacement) ide (avec idée de déplacement) |
| 10  | là(-bas)                                               | ott (sans idée de déplacement) oda (avec idée de déplacement) |
| 11  | qui                                                    | ki (interrogatif) aki (relatif) |
| 12  | quoi que                                               | mi (interrogatif) ami (relatif) |
| 13  | où                                                     | hol (interrogatif, sans idée de déplacement) ahol (relatif, sans idée de déplacement) hova/hová (interrogatif, avec idée de déplacement) ahova/ahová (relatif, avec idée de déplacement) |
| 14  | quand                                                  | mikor (interrogatif) amikor (relatif) |
| 15  | comment                                                | hogy (interrogatif) ahogy (relatif) |
| 16  | non ne … (pas)                                         | nem nem (sans impératif), ne (avec l’impératif) |
| 17  | tout                                                   | egész, minden |
| 18  | beaucoup                                               | sok |
| 19  | quelques                                               | néhány |
| 20  | peu                                                    | kevés |
| 21  | autre                                                  | más |
| 22  | un                                                     | egy, egyes |
| 23  | deux                                                   | kettő, kettes |
| 24  | trois                                                  | három, hármas |
| 25  | quatre                                                 | négy, négyes |
| 26  | cinq                                                   | öt, ötös |
| 27  | grand                                                  | nagy |
| 28  | long                                                   | hosszú |
| 29  | large                                                  | bő, széles |
| 30  | épais                                                  | vastag |
| 31  | lourd                                                  | nehéz |
| 32  | petit                                                  | kis, kicsi |
| 33  | court                                                  | rövid |
| 34  | étroit                                                 | szűk, keskeny |
| 35  | mince                                                  | vékony |
| 36  | femme                                                  | nő |
| 37  | homme (mâle adulte)                                    | férfi |
| 38  | homme (être humain)                                    | ember |
| 39  | enfant                                                 | gyerek |
| 40  | femme (épouse)                                         | feleség |
| 41  | mari                                                   | férj |
| 42  | mère                                                   | anya |
| 43  | père                                                   | apa |
| 44  | animal                                                 | állat |
| 45  | poisson                                                | hal |
| 46  | oiseau                                                 | madár |
| 47  | chien                                                  | kutya |
| 48  | pou                                                    | tetű |
| 49  | serpent                                                | kígyó |
| 50  | ver                                                    | féreg |
| 51  | arbre                                                  | fa |
| 52  | forêt                                                  | erdő |
| 53  | bâton                                                  | bot |
| 54  | fruit                                                  | gyümölcs |
| 55  | graine                                                 | mag |
| 56  | feuille (d'un végétal)                                 | levél |
| 57  | racine                                                 | gyökér |
| 58  | écorce                                                 | kéreg |
| 59  | fleur                                                  | virág |
| 60  | herbe                                                  | fű |
| 61  | corde                                                  | kötél |
| 62  | peau                                                   | bőr |
| 63  | chair, viande                                          | hús |
| 64  | sang                                                   | vér |
| 65  | os                                                     | csont |
| 66  | graisse                                                | zsír |
| 67  | œuf                                                    | tojás |
| 68  | corne                                                  | szarv |
| 69  | queue (d'un animal)                                    | farok |
| 70  | plume (d'un oiseau)                                    | toll |
| 71  | cheveux                                                | haj |
| 72  | tête                                                   | fej |
| 73  | oreille                                                | fül |
| 74  | œil                                                    | szem |
| 75  | nez                                                    | orr |
| 76  | bouche                                                 | száj |
| 77  | dent                                                   | fog |
| 78  | langue                                                 | nyelv |
| 79  | ongle                                                  | köröm |
| 80  | pied                                                   | láb(fej) |
| 81  | jambe                                                  | láb(szár) |
| 82  | genou                                                  | térd |
| 83  | main                                                   | kéz |
| 84  | aile                                                   | szárny |
| 85  | ventre                                                 | has |
| 86  | entrailles, intestins                                  | belek |
| 87  | cou                                                    | nyak |
| 88  | dos                                                    | hát |
| 89  | poitrine                                               | mell |
| 90  | cœur                                                   | szív |
| 91  | foie                                                   | máj |
| 92  | boire                                                  | iszik |
| 93  | manger                                                 | eszik |
| 94  | mordre                                                 | harap |
| 95  | sucer                                                  | szopik |
| 96  | cracher                                                | köp |
| 97  | vomir                                                  | hány |
| 98  | souffler                                               | fúj |
| 99  | respirer                                               | lélegzik |
| 100 | rire                                                   | nevet |
| 101 | voir                                                   | lát |
| 102 | entendre                                               | hall |
| 103 | savoir                                                 | tud |
| 104 | penser                                                 | gondol, gondolkodik |
| 105 | sentir (odorat)                                        | szagot érez |
| 106 | craindre                                               | fél |
| 107 | dormir                                                 | alszik |
| 108 | vivre                                                  | él |
| 109 | mourir                                                 | meghal |
| 110 | tuer                                                   | (meg)öl |
| 111 | se battre                                              | verekedik |
| 112 | chasser (le gibier)                                    | vadászik |
| 113 | frapper                                                | csap, üt |
| 114 | couper                                                 | vág |
| 115 | fendre                                                 | hasít |
| 116 | poignarder                                             | döf |
| 117 | gratter                                                | kapar, vakar |
| 118 | creuser                                                | ás |
| 119 | nager                                                  | úszik |
| 120 | voler (dans l'air)                                     | repül |
| 121 | marcher                                                | jár |
| 122 | venir                                                  | jön |
| 123 | s'étendre être couché(e)                               | lefekszik fekszik |
| 124 | s'asseoir être assis                                   | leül ül |
| 125 | se lever se tenir debout                               | feláll áll |
| 126 | tourner (intransitif)                                  | forog |
| 127 | tomber                                                 | esik |
| 128 | donner                                                 | ad |
| 129 | tenir                                                  | fog |
| 130 | serrer                                                 | szorít |
| 131 | frotter                                                | dörzsöl |
| 132 | laver                                                  | mos |
| 133 | essuyer                                                | töröl |
| 134 | tirer                                                  | húz |
| 135 | pousser                                                | tol |
| 136 | jeter, lancer                                          | dob |
| 137 | lier                                                   | köt |
| 138 | coudre                                                 | varr |
| 139 | compter                                                | számol |
| 140 | dire                                                   | mond |
| 141 | chanter                                                | énekel |
| 142 | jouer (s'amuser)                                       | játszik |
| 143 | flotter                                                | úszik (sur l'eau) lebeg (dans l'air) |
| 144 | couler (liquide)                                       | folyik |
| 145 | geler                                                  | megfagy |
| 146 | gonfler (intransitif)                                  | dagad |
| 147 | soleil                                                 | nap |
| 148 | lune                                                   | hold |
| 149 | étoile                                                 | csillag |
| 150 | eau                                                    | víz |
| 151 | pluie                                                  | eső |
| 152 | rivière                                                | folyó |
| 153 | lac                                                    | tó |
| 154 | mer                                                    | tenger |
| 155 | sel                                                    | só |
| 156 | pierre                                                 | kő |
| 157 | sable                                                  | homok |
| 158 | poussière                                              | por |
| 159 | terre (sol)                                            | föld |
| 160 | nuage                                                  | felhő |
| 161 | brouillard                                             | köd |
| 162 | ciel                                                   | ég |
| 163 | vent                                                   | szél |
| 164 | neige                                                  | hó |
| 165 | glace                                                  | jég |
| 166 | fumée                                                  | füst |
| 167 | feu                                                    | tűz |
| 168 | cendre                                                 | hamu |
| 169 | brûler (intransitif)                                   | ég |
| 170 | route                                                  | út |
| 171 | montagne                                               | hegy |
| 172 | rouge                                                  | piros, vörös |
| 173 | vert                                                   | zöld |
| 174 | jaune                                                  | sárga |
| 175 | blanc                                                  | fehér |
| 176 | noir                                                   | fekete |
| 177 | nuit                                                   | éj(szaka) |
| 178 | jour                                                   | nap(pal) |
| 179 | an, année                                              | év |
| 180 | chaud                                                  | meleg |
| 181 | froid                                                  | hideg |
| 182 | plein                                                  | tele |
| 183 | nouveau                                                | új |
| 184 | ancien vieux                                           | régi öreg |
| 185 | bon                                                    | jó |
| 186 | mauvais                                                | rossz |
| 187 | pourri                                                 | rothadt (général) korhadt (bois) |
| 188 | sale                                                   | piszkos, koszos |
| 189 | droit (rectiligne)                                     | egyenes |
| 190 | rond                                                   | kerek |
| 191 | tranchant                                              | éles |
| 192 | émoussé                                                | tompa |
| 193 | lisse                                                  | sima |
| 194 | mouillé, humide                                        | nedves |
| 195 | sec                                                    | száraz |
| 196 | correct juste                                          | helyes jogos |
| 197 | près                                                   | közel |
| 198 | loin                                                   | messze |
| 199 | droit (contraire de « gauche »)                        | jobb |
| 200 | gauche                                                 | bal |
| 201 | à                                                      | -nál/-nél (sans idée de déplacement) -hoz/-höz (avec idée de déplacement) |
| 202 | dans                                                   | -ban/-ben (sans idée de déplacement) -ba/-be (avec idée de déplacement) |
| 203 | avec                                                   | -val/-vel |
| 204 | et                                                     | és |
| 205 | si (condition)                                         | ha |
| 206 | parce que                                              | mert |
| 207 | nom                                                    | név |

## Remarques
1. Les mots en gras figurent dans la liste de 100 mots aussi.
2. Les noms, les pronoms et les adjectifs sont donnés à une seule forme, le nominatif masculin singulier.
3. En hongrois, les verbes sont donnés à la 3e personne du singulier de l'indicatif présent, celle qui apparaît dans les entrées des dictionnaires.
4. Dans le cas des numéraux, la première forme est utilisée pour compter, en tant que complément d’un nom ou lorsque ce nom est sous-entendu, ainsi que pour désigner un chiffre dans un nombre. La deuxième forme est l’appellation du chiffre en cause.
5. Aux prépositions à, dans et avec, il correspond des suffixes en hongrois. Dans leur cas, la barre oblique sépare des variantes exigées par les règles de l'harmonie vocalique.